# 股票估价
股票估价（英語：Stock Valuation）是指：判斷股票內在價值（或理論價值）的方法。通常可能會指通過某些特定技術指標或數學模型，估算出股票在現在或未來一段時間的價格，也稱為股票預期價格。

## 理論價值

### 假設
1. 外在環境沒有變化
2. 公司為永續經營
3. 管理者沒有重大決策錯誤
4. 公司定期發放股利
5. 股東若一直持有股票，則股利就是未來的報酬

### 評價模式

#### 股利固定成長模式
股利固定成長模式，亦稱高登模式（Dividend Constant Growth Model, Gordon Model），為股票評價重要方法之一。

#### 隨機漫步模式
隨機漫步模式，指股價在時間上的變化為隨機、沒有系統性的方向。

#### 市場比較模式
市場比較模式，指在市場上找出類似性質的公司，以比較方式估算股價。

#### 資本資產評價模式
資本資產定價模型（Capital asset pricing model, CAPM），以統計方式得知期望價格。

## 三大分析面向

### 基本面
基本面分析著重在「財務報表」中的各項數字，如銷貨數量、原料成本、產品售價的變動、廠房水電費、甚至員工加班時數、經濟景氣、產業供需狀況等等，都在基本面分析的範圍內。

### 技術面
技術分析著重在「過去的、歷史的、已經發生的」金融市場資訊，研究市場過去的資料、圖表來觀察，以預測未來的價格。常用於觀察的原始資料為「股價」及「成交量」，即俗稱「價、量」。

### 籌碼面
籌碼分析著重在觀察「大戶、散戶」、「贏家、輸家」的動向。通常，考量資金「相對」雄厚者（即大戶），會擁有更多的資源，並掌握更多且更為即時的金融資訊，而會將大戶動向視為贏家指標，而將散戶動向視為輸家指標。
在台灣，亦常將三大法人（外資、投信、證券自營交易部）做為大戶指標。